# Teatr Studencki Kandelabr

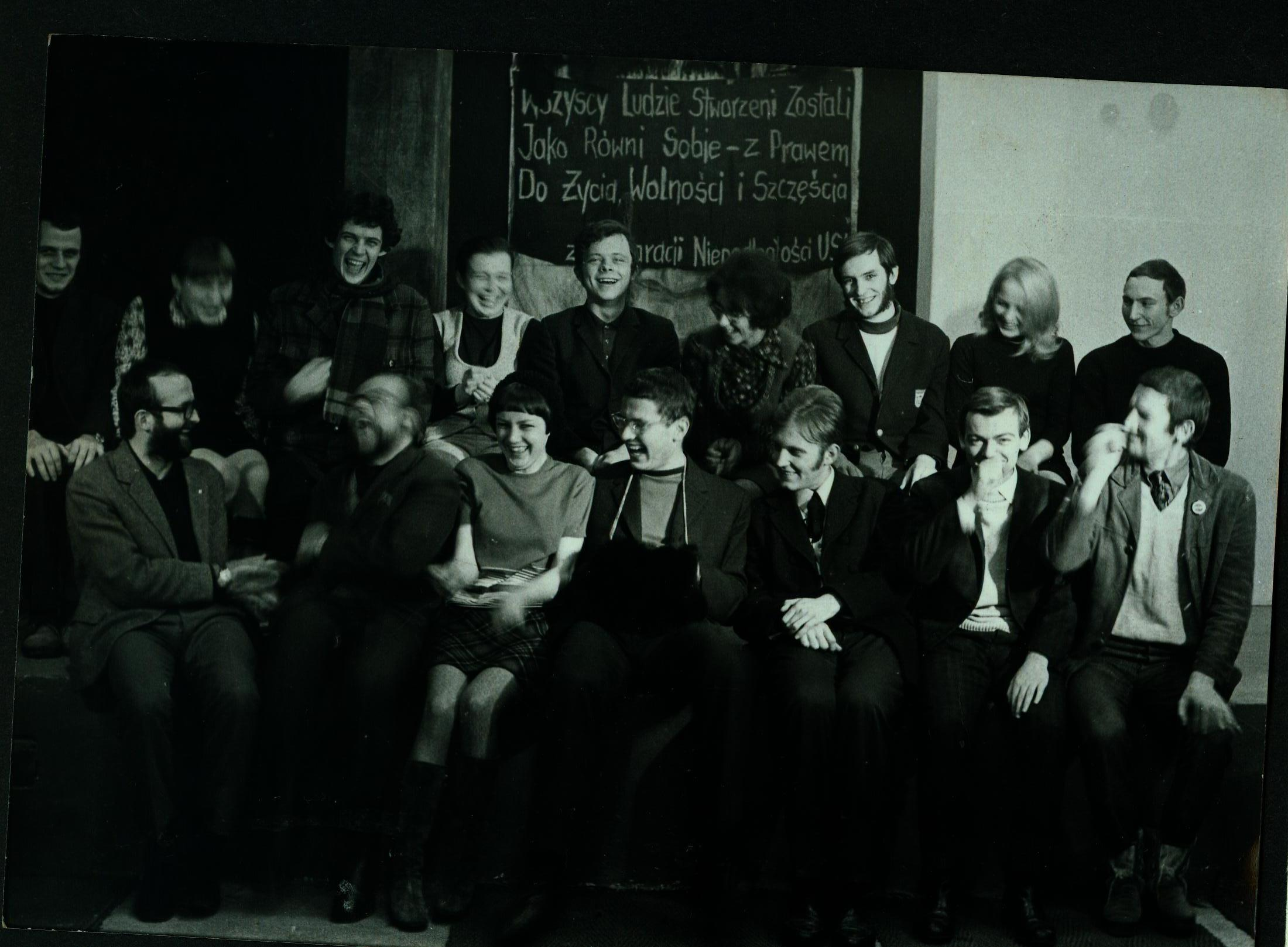
Zespół S.T. „Kandelabr” na początku lat siedemdziesiątych XX w., Olsztyn. Zdjęcie: Krzysztof Nasternak

Teatr Studencki Kandelabr – niedziałający teatr studencki z Olsztyna.
Teatr swoją działalność rozpoczął w 1966 roku i działał przez około dziesięć lat. Powstał w Kortowie przy Wyższej Szkole Rolniczej w Olsztynie. Swoją siedzibę miał w sali piwnicznej „Nowej Zootechniki”. Założycielami S.T. „Kandelabr” byli Krzysztof Panasik, Jerzy Romańczuk i Aleksander Trembicki.
Wśród piętnastu premier „Kandelabra”, dominowały spektakle poetyckie. Montaż poetycki tekstów Konstantego Ildefonsa Gałczyńskiego „W leśniczówce” zdobył w 1966 roku I miejsce na III Ogólnopolskim Festiwalu Poezji Gałczyńskiego w Szczecinie, oraz Nagrodę Meluzyny w Rzeszowie. Po sukcesie sięgnięto jeszcze raz do poezji Gałczyńskiego w programie pt. „W kawiarni recytatora”. W kolejnych programach poetyckich przedstawiano: poezję Władysława Broniewskiego, „Ikonostas” Jerzego Harasymowicza, fragmenty „Kwiatów polskich” Juliana Tuwima oraz Harasymowicza „Noc Świętojańska”. Zaprezentowano również poezję Pawlikowskiej-Jasnorzewskiej i Bolesława Leśmiana – „Serapian i Thais”, „Kwiaty miłości i zła” (F. Arrabala) oraz „Na wieży Babel” – widowisko poetyckie o miłości według M. Hillar, W. Szymborskiej, S. Grochowiaka, M. Ośmiałowskiego i T. Różewicza. Pewnym wyjątkiem było wystawienie „Naszej małej stabilizacji” Tadeusza Różewicza oraz „Mówimy do was” - montażu poezji wietnamskiej, który został wyróżniony III nagrodą na pierwszym Ogólnopolskim Festiwalu Teatrów Studenckich „Start 70” w Częstochowie. S.T. „Kandelabr” podejmował również próby kabaretowe. Pierwszą próbą było „Fraszkobranie”. Ostatnie premiery teatru z Kortowa to „Serdeczny stary człowiek” – Krystyny Miłobędzkiej i „Wyszedł z domu” – Tadeusza Różewicza (premiera 15, w marcu 1974).
W S.T. „Kandelabr” pracowali nie tylko studenci z Kortowa, lecz także uczniowie szkół średnich z Olsztyna oraz studenci i absolwenci innych uczelni. Wśród wielu nazwisk osób, które przyczyniły się do rozwoju tego teatru, można między innymi wymienić: Alinę Cywińską (Srzembicką), Tadeusza Sobczaka, Krystynę Alakrytską, Jolantę Grzybówną, Grażynę Korytkowską, Marletę Bułatek, Halinę Petrowicz, Annę Rogowską, Lucynę Trompakais, Joannę Dąbrowską, Barbarę Wilamowską, Marię Oniśko, Bożenę Milewską, Krystynę Nachtygal, Barbarę Czarnecką, Lidię Kaus, Wojciecha Suświłło, Henryka Tadeusza Czarneckiego, Jerzego Korejwo, Jerzego Romańczuka, Krzysztofa Panasika, Franciszka Sokołowskiego, Zdzisława Bułatowicza, Tadeusza Petrlejtnera, Wiesława Wiśniewskiego, Piotra Palicha, Janusza Pypno, Grzegorza Sowińskiego, Stanisława Pokusę, Aleksandra Trembickiego, Romana Metzlera, Wiesława Bulaka, Jana Skrzyneckiego, Tadeusza Szaciło, Janusza Szulborskiego, Ryszarda Doleckiego, Zbyszka Hajkowicza, Freda Krzyśkowiaka, Mieczysława Gorasa, Remigiusza Dobkowskiego, Karoly M. Pintera (Węgra studiującego w Kortowie) oraz Stanisława Weidnera (wieloletniego kierownika, a jednocześnie aktora).
Przedstawienia reżyserowali: Roman Metzler, Jerzy Romańczuk, Jerzy Korejwo,  Henryk Tadeusz Czarnecki, Wojciech Suświłło, Jerzy ignaciuk i Bogdan Pierechod. Kolejnymi kierownikami (dyrektorami) teatru byli: Aleksander Trembicki, Remigiusz Dobkowski, Stanisław Weidner i Piotr Palich.  Scenografię przygotowywali: Jerzy Romańczuk, Zdzisław Bułatowicz, Anna Rogowska i Janusz Kompowski. Muzykę tworzyli: Franciszek Sokołowski i Mieczysław Goras.